# 普莱讷湖
普莱讷湖，或称拉普莱讷湖，（法語：Lac de la Plaine，法語發音：[lak də la plɛn]）是法国大東部大區默尔特-摩泽尔省与孚日省边界的一个人工湖。